# 曹上
曹 上（そう じょう、生没年不詳）は、中国後漢時代末期の人物。父は曹操。母は孫姫。同母弟は曹彪・曹勤。
早逝したと言われる。魏の時代に当たる太和5年（231年）、臨邑の殤公として領国と諡号を追贈されたが、跡継ぎはいなかった。